# STAP2
STAP2‏ (Signal transducing adaptor family member 2) هوَ بروتين يُشَفر بواسطة جين STAP2 في الإنسان.